# 8582 Кадзухіса
8582 Кадзухіса (8582 Kazuhisa) — астероїд головного поясу, відкритий 2 січня 1997 року.
Тіссеранів параметр щодо Юпітера — 3,174.